# Чумак, Дмитрий Михайлович
Дмитрий Михайлович Чумак (1913—1944) — участник Великой Отечественной войны, разведчик батареи 569-го истребительно-противотанкового артиллерийского полка (17-я отдельная истребительно-противотанковая артиллерийская бригада, 43-я армия, 1-й Прибалтийский фронт), ефрейтор. Герой Советского Союза.

## Биография
Родился 10 февраля 1913 года в селе Сырово Российской империи, ныне Врадиевского района Николаевской области Украины, в семье крестьянина. Украинец.
Образование начальное. После службы в рядах Красной Армии, в 1932 году, приехал жить в город Енакиево, где работал на шахте «Юный коммунар».
В Красной Армии с 1941 года, в действующей армии — с августа 1941 года. Разведчик батареи 569-го истребительно-противотанкового артиллерийского полка кандидат в члены ВКП(б) ефрейтор Дмитрий Чумак отличился в боях с окружённой группировкой противника севернее города Вильнюс. 10 июля 1944 года при отражении очередной контратаки противника заменил выбывшего из строя наводчика и вёл огонь до последнего снаряда. В рукопашной схватке подорвал гранатой себя и окружавших его гитлеровцев.
Похоронен в городе Утена (Литва).

## Награды
- Звание Героя Советского Союза присвоено 24 марта 1945 года посмертно.
- Награждён орденом Ленина и медалью «За отвагу».

## Память
- Имя Героя увековечено в мемориальном комплексе в посёлке Врадиевка[2].